# Pont de Sant Antoni de la Grella
El pont de Sant Antoni de la Grella, també anomenat pont de Sispony, és un pont d'origen romànic, refet a mitjan segle xx, situat al costat de la capella de Sant Antoni de la Grella i del camí ral que unia les parròquies d'Andorra la Vella i la Massana. Antigament era l'únic pas que hi havia per arribar a la Massana; passa per damunt del riu Valira del Nord.
El pont és una senzilla construcció en cavalló, amb un sol ull d'arc de mig punt rebaixat, amb les dovelles sense tallar. Disposa de muralleta i calçada empedrada. La seva llargada és de 21,20 m i la seva alçada màxima de 5,55 m. Ben a prop del pont, riu amunt, trobem la capella de Sant Antoni de la Grella, originàriament romànica i restaurada cap als anys quaranta a causa de les obres dels túnels de la carretera general.